# Ramuliseta madagascariensis
Ramuliseta madagascariensis är en tvåvingeart som beskrevs av Willi Hennig 1960. Ramuliseta madagascariensis ingår i släktet Ramuliseta och familjen Ctenostylidae.
Artens utbredningsområde är Madagaskar. Inga underarter finns listade i Catalogue of Life.